# 신독산역
신독산역(Shindoxan Station, 新禿山驛)은 서울특별시 금천구 독산동에 위치한 신안산선의 전철역이다.

## 연혁
- 2020년 6월 20일: 착공
- 2026년 12월: 신안산선 개통과 함께 영업 개시(예정)

## 승강장
2면 4선의 상대식 승강장 예정이다. 승강장에는 스크린도어가 설치될 예정이다.
| ↑ 구로디지털단지 |
| \| 하            |
| 시흥사거리 ↓     |

| 상 | ● 신안산선(2026년 개통예정) | 여의도 방면 |
| 하 | ● 신안산선(2026년 개통예정) | 한양대 방면 |

## 역 주변
- 서울금천우체국
- 독산119안전센터
- 아름다운사람 맞춤정장
- 홈플러스 금천점
- 빅 마켓 금천점
- 롯데시네마 금천점
- 가산중학교
- 쿠팡 독산센터
- 서울바른세상병원
- 독산동 우시장
- 현대지식산업센터

## 인접한 역(예정)
| 신안산선                   | 신안산선        | 신안산선               |
| -------------------------- | --------------- | ---------------------- |
| 구로디지털단지 여의도 방면 | ● 신안산선 일반 | 시흥사거리 한양대 방면 |